# Rota 33
Rota 33 é uma banda de pop rock cristão formada na cidade de Rio de Janeiro, RJ.

## História
No início de 2003, poucos meses depois de deixar a banda Novo Som, Lenilton, baixista e um dos fundadores da banda, sentiu que devia dar continuidade ao seu ministério musical e decidiu em montar uma nova banda.
A idealização do baixista, cantor, compositor e arranjador Lenilton se firmou no conceito de "mudança de coordenadas", no propósito de trilhar um novo rumo em sua carreira. O conceito do nome Rota 33 refere-se à idade de Jesus e o termo "Rota" significa caminho de Cristo. Formada por Lenilton (baixo), Jorjão Barreto (teclado), Dílson Villanova (bateria), Walmir Aroeira (guitarra), Moises Costa (violão) e Adriano (vocal), Rota 33 reúne músicos experientes e talentosos, que também se alternam em um vocal entrosado e de peso.
Em seu primeiro trabalho, intitulado Inabalável, o Rota 33 trouxe uma proposta musical pop com arranjos bem elaborados, instrumental impecável e uma sonoridade envolvente. O cd foi lançado em 2006 pela AB Records com 12 faixas autorais, sendo oito de Lenilton, duas em parceria com Val Martins, além de músicas de David Fernandes e Wagner Carvalho, Walmir Aroeira e Gerson Santos. Os arranjos foram feitos por Jorgão Barreto e Lenilton, que também assinam a produção musical.

## Discografia
- (2006) - Inabalável

## Participações em outros projetos
- (2011) - Para Sempre: Lenilton & Amigos[7]